# Estrela Negra de Bissau
O Estrela Negra de Bissau , normalmente conhecido simplesmente como Estrela Negra , é um clube de futebol da Guiné-Bissau com sede em Bissau.